# منتج جاهز
المشروع أو المنتج الجاهز المتمّم يُسَلِّم المُتَعَهِّد مفاتيحَه جاهِزًا للاستخدام، عَمليةٌ (أَو اتِّفاقٌ) يقومُ بها المُتعهِّدُ بإِنجازِ جميعِ الأَعمالِ وتسليمِ النَّظامِ كاملًا وجاهزًا للاستعمال. أي لا يحتاجُ المستخدِمُ إلّا إلى إدارَة المِفتاحِ لبدءِ التَّشغيلِ. ويسمى أيضا العقد الإنجازي، يَقوم بمَوجِبِه المتعَهِّدُ بِتَسليمِ مفاتيح المَبْنَى جاهزًا للاستعمال.
مثلا مشروع إنشائي تنفّذه جهة معيّنة، وتتعهّد بأن تقوم بتسليمه كاملًا متكاملًا إلى الجهة المستفيدة خلال فترة زمنية متّفق عليها. ولا تنطوي مشاريع تسليم المفتاح على أي التزام خارج إكمال المشروع.

## في النظم
```
ونُظُم تسليم المِفتاح لها مزايا وعُيوب.
[
3
]
```

- ومن المزايا: التكلفة المُنخفِضة، السِّعر الثابت، ثبات تاريخ التسليم، المعرفة المُسبَقة بخصائص النُّظُم، وتوفير النُّظُم غير المُعقَّدة.[3]
- ومن العُيوب: عدم توفير المُسانَدة والصِّيانة الكافية، وعدم التأقلم مع الاحتياجات الخاصَّة في كثيرٍ من الأحيان.[3]

## في المنتجات
المنتج الجاهز  هو ما يصمم للبيع كاملا وإلى جميع المستهلكين، خلافا للمنتج حسب الطلب.